# Fodnoter
Fodnoter er en dansk eksperimentalfilm fra 1993, der er instrueret af Jes Bo Andersen og Niels Grønlykke.

## Handling
To fortællinger fra junglen. Fortalt fra knæene og nedefter.